# Robert Fagan
Robert Fagan (ur. 29 lipca 1976) – kanadyjski snowboardzista. Zajął 5. miejsce w snowcrossie na igrzyskach olimpijskich w Vancouver. Jego najlepszym wynikiem na mistrzostwach świata w snowboardzie było 12. miejsce w snowcrossie na mistrzostwach w Whistler. Najlepsze wyniki w Pucharze Świata w snowboardzie osiągnął w sezonie 2008/2009, kiedy to zajął 21. miejsce w klasyfikacji generalnej, a w klasyfikacji snowcrossu był dziewiąty.

## Sukcesy

### Igrzyska olimpijskie
| Miejsce | Dzień     | Rok  | Miejscowość | Konkurencja    | Zwycięzca    |
| ------- | --------- | ---- | ----------- | -------------- | ------------ |
| 5.      | 15 lutego | 2010 | Vancouver   | Snowboardcross | Seth Wescott |

### Mistrzostwa Świata
| Miejsce | Dzień       | Rok  | Miejscowość | Konkurencja    | Zwycięzca       |
| ------- | ----------- | ---- | ----------- | -------------- | --------------- |
| 12.     | 16 stycznia | 2005 | Whistler    | Snowboardcross | Seth Wescott    |
| 19.     | 18 stycznia | 2009 | Kangwŏn     | Snowboardcross | Markus Schairer |

### Puchar Świata

#### Miejsca w klasyfikacji generalnej
- 2001/2002 - -
- 2003/2004 - -
- 2004/2005 - -
- 2005/2006 - 308.
- 2006/2007 - 142.
- 2007/2008 - 30.
- 2008/2009 - 21.
- 2009/2010 - 23.

#### Miejsca na podium
1. Jōetsu – 27 lutego 2004 (snowcross) - 2. miejsce
2. Valle Nevado – 26 września 2007 (snowcross) - 2. miejsce
3. Telluride – 19 grudnia 2009 (snowcross) - 2. miejsce